# Биоинспирированные алгоритмы
Биоинспирированные алгоритмы — алгоритмы, область исследования которых свободно объединяет подразделы, относящиеся к темам связности, социального поведения и возникновения. Они часто тесно сопряжены с областью искусственного интеллекта, поскольку их занятия могут быть связаны с машинным обучением. Они опираются в основном на области биологии, информатики и математики. Если говорить кратко, использование компьютеров для моделирования живых явлений и одновременное изучение жизни для улучшения использования компьютеров.

## История
Первые работы по симуляции эволюции были проведены в 1954 году Нильсом Баричелли на компьютере, установленном в Институте перспективных исследований Принстонского университета. Его работа, опубликованная в том же году, привлекла широкое внимание общественности. С 1957 года, австралийский генетик Алекс Фразер опубликовал серию работ по симуляции искусственного отбора среди организмов с множественным контролем измеримых характеристик. Положенное начало позволило компьютерной симуляции эволюционных процессов и методам, описанным в книгах Фразера и Барнелла(1970) и Кросби (1973), с 1960-х годов стать более распространенным видом деятельности среди биологов. Симуляции Фразера включали все важнейшие элементы современных генетических алгоритмов. Вдобавок к этому, Ганс-Иоахим Бремерманн в 1960-х опубликовал серию работ, которые также принимали подход использования популяции решений, подвергаемой рекомбинации, мутации и отбору, в проблемах оптимизации. Исследования Бремерманна также включали элементы современных генетических алгоритмов. Среди прочих пионеров следует отметить Ричарда Фридберга, Джорджа Фридмана и Майкла Конрада. Множество ранних работ были переизданы Давидом Б. Фогелем (1998).
Хотя Баричелли в своей работе 1963 года симулировал способности машины играть в простую игру, искусственная эволюция стала общепризнанным методом оптимизации после работы Инго Рехенберга и Ханса-Пауля Швефеля в 1960-х и начале 1970-х годов двадцатого века — группа Рехенсберга смогла решить сложные инженерные проблемы согласно стратегиям эволюции. Другим подходом была техника эволюционного программирования Лоренса Дж. Фогеля, которая была предложена для создания искусственного интеллекта. Эволюционное программирование, первоначально использовавшее конечные автоматы для предсказывания обстоятельств, и использовавшее разнообразие и отбор для оптимизации логики предсказания. Генетические алгоритмы стали особенно популярны благодаря работе Джона Холланда в начале 70-х годов и его книге «Адаптация в естественных и искусственных системах» (1975). Его исследование основывалось на экспериментах с клеточными автоматами, проводившимися Холландом и на его трудах написанных в университете Мичигана. Холланд ввел формализованный подход для предсказывания качества следующего поколения, известный как Теорема схем. Исследования в области генетических алгоритмов оставались в основном теоретическими до середины 80-х годов, когда была, наконец, проведена Первая международная конференция по генетическим алгоритмам в Питтсбурге, Пенсильвания (США).
С ростом исследовательского интереса существенно выросла и вычислительная мощь настольных компьютеров, это позволило использовать новую вычислительную технику на практике. В конце 80-х, компания General Electric начала продажу первого в мире продукта, работавшего с использованием генетического алгоритма. Им стал набор промышленных вычислительных средств. В 1989, другая компания Axcelis, Inc. выпустила Evolver — первый в мире коммерческий продукт на генетическом алгоритме для настольных компьютеров. Журналист The New York Times в технологической сфере Джон Маркофф писал об Evolver в 1990 году.

## Описание алгоритмов
1. Одним из биоинспирированных подходов является метод роевого интеллекта включающий в себя муравьиные алгоритмы, пчелиные алгоритмы, метод роя частиц, алгоритм капель воды и др. Роевой интеллект описывает коллективное поведение децентрализованной самоорганизующейся системы, которая состоит из множества агентов, локально взаимодействующих между собой и с окружающей средой. Агенты обычно довольно просты, но, локально взаимодействуя, вместе создают, так называемый, роевой интеллект.
2. Пчелиный алгоритм − это оптимизационный алгоритм, в основе которого лежит поведение пчёл в живой природе. Применительно к задаче оптимизации в пчелином алгоритме каждое решение представляется в виде пчелы, которая знает (хранит) расположение (координаты или параметры многомерной функции) какого-то участка.
3. Алгоритм пастушьей собаки[16] — предлагает решение проблемы выпаса. С помощью набора простых эвристик пастух может пасти автономных, взаимодействующих между собой агентов в направлении к пункту назначения. Эвристика пастуха основана на адаптивном переключении между сбором агентов, когда они слишком рассредоточены, и их вождением, как только они агрегируют. Эти правила действуют для уменьшения вероятности того, что группа распадается, и позволяют пастуху вести группу в направлении целевого местоположения. Движение пастуха из стороны в сторону также является следствием этих правил, в отличие от других моделей, где такое поведение было жестко закодировано в правилах движения управляющего объекта для повышения эффективности работы[17][18][19].